# Tutti i sogni ancora in volo (album)
Tutti i sogni ancora in volo è un album musicale del cantante pop italiano Massimo Ranieri, uscito nel 2022 e contenente 12 canzoni.
L'album contiene 12 brani scritti per Ranieri da alcuni grandi cantautori italiani, compresa Lettera di là dal mare, canzone già in gara al Festival di Sanremo 2022, dove si è aggiudicata il Premio della Critica del Festival della canzone italiana "Mia Martini". 
L’album è frutto della consolidata collaborazione con Gino Vannelli, interprete, compositore e produttore canadese di origine italiana che, dopo aver realizzato il precedente lavoro di Ranieri Qui e adesso pubblicato nel 2020, ha prodotto e curato gli arrangiamenti anche di questo disco.
Tutte le canzoni sono state registrate e mixate presso gli Inka Studio di Troutdale, Oregon, Stati Uniti d'America, mentre la voce di Ranieri è stata registrata presso il Forum Studios di Roma, Italia.

## Tracce
1. Canzone con le ruote
2. Di me di te
3. La mia Mano a farfalla
4. È davvero così strano
5. Asini
6. Questo io sono
7. Quella porta
8. Noi che ci amiamo
9. Tutto quello che ho
10. Lasciami dove ti pare
11. Dopo il deserto
12. Lettera di là dal mare